# Plocamione carteri
Plocamione carteri är en svampdjursart som först beskrevs av Duncan in Ridley 1881.  Plocamione carteri ingår i släktet Plocamione och familjen Raspailiidae. Inga underarter finns listade i Catalogue of Life.